# 보전소송
보전소송은 소송법상 소송의 형태로 가압류와 가처분을 의미한다. 보전소송의 특징은 일반적 본안 소송과 달리 심리가 신속하다. 

## 보전소송의 예
- 채권을 피보전채권으로 하여 채무자 재산을 가압류하는 것
- 부동산에 대해 처분금지가처분을 하는 것
- 공무원의 직무집행정지를 구하는 가처분
- 업무방해나 면접교섭을 금지하는 가처분

## 참고 문헌
- 김철용, 행정법, 고시계사, 2012. ISBN 9788958223832